# Janet Scott
Pour les articles homonymes, voir Scott.
Janet L. Scott (avril 1964 - 23 janvier 2022) est une chimiste sud-africaine qui était professeure de chimie durable à l'université de Bath. Elle a également travaillé comme directrice du Centre de formation doctorale en technologies chimiques durables du Conseil de recherche en génie et en sciences physiques (en).

## Formation
Scott est originaire d'Afrique du Sud. Elle a étudié la chimie et la chimie appliquée à l'université du Natal (en). Elle a déménagé à l'université du Cap en tant qu'étudiante diplômée, où elle a obtenu une maîtrise et un doctorat. Sa recherche doctorale a porté sur l'acide cholique et le cholate de méthyle.

## Recherche et carrière
Scott a rejoint la faculté de l'université du Cap en 1992, où elle a travaillé jusqu'à l'obtention de son doctorat en 1995. Elle a rejoint la Fine Chemicals Corporation en Afrique du Sud en 1996. Scott a déménagé à l'université Monash en 2000, où elle a travaillé comme directrice adjointe du Centre pour la chimie verte du Conseil australien de la recherche. En 2006, elle a été nommée Senior Marie Curie Fellow chez Unilever.
En 2010, Scott a rejoint le Département de chimie de l'université de Bath . Ses recherches ont porté sur les matières premières renouvelables pour le développement de produits durables. En 2011, elle a développé une microbille biodégradable qui pourrait être utilisée pour remplacer les microbilles de plastique dangereuses. Elle s'intéressait particulièrement à la fabrication de microbilles à partir de cellulose, une matière naturelle abondante qui ne provient pas d'énergies fossiles. Pendant plusieurs années, elle a développé une stratégie fiable et évolutive pour générer des microbilles de cellulose. Elle a été nommée lectrice en chimie durable en 2016 et professeure deux ans plus tard. Scott a lancé Naturbeads, une entreprise dérivée pour la génération de microbilles de cellulose, en 2018,. Naturbeads a été soutenu par Innovate UK (en) et Sky Ocean Ventures,.

## Prix et distinctions
- 2004 Membre de la Royal Society of Chemistry[9]
- Prix de chimie verte de la Royal Australian Chemical Society

## Publications (sélection)
- (en) Shahana Chowdhury, Ram S. Mohan et Janet L. Scott, « Reactivity of ionic liquids », Tetrahedron, Elsevier, vol. 63, no 11,‎ mars 2007, p. 2363-2389 (ISSN 0040-4020 et 1464-5416, OCLC 1606999, DOI 10.1016/J.TET.2006.11.001).
- (en) Cave GW, Raston CL et Janet Scott, « Recent advances in solventless organic reactions: towards benign synthesis with remarkable versatility », Chemical Communications, RSC, no 21,‎ 1er novembre 2001, p. 2159-2169 (ISSN 1364-548X et 1359-7345, OCLC 34106548, PMID 12240095, DOI 10.1039/B106677N).
- (en) Gadi Rothenberg, A P Downie, C L Raston et Janet Scott, « Understanding solid/solid organic reactions », Journal of the American Chemical Society, ACS, vol. 123, no 36,‎ 1er septembre 2001, p. 8701-8708 (ISSN 0002-7863, 1520-5126 et 1943-2984, OCLC 01226990, PMID 11535074, DOI 10.1021/JA0034388).

### Livres
- Chemical processes for a sustainable future, Cambridge, UK, 2015 (ISBN 978-1-84973-975-7, OCLC 905084916, lire en ligne)
- Materials for a sustainable future, Cambridge, UK, RSC Pub, 2012 (ISBN 978-1-84973-407-3, OCLC 794035940, lire en ligne)

## Vie privée
Scott a quitté l'Université de Bath en 2020 en raison de problèmes de santé. Elle est décédée en janvier 2022.